# 匙瓣虾脊兰
匙瓣虾脊兰（学名：Calanthe simplex），为兰科虾脊兰属下的一个植物种。

## 特征
植株无明显的根状茎。假鳞茎圆锥形，粗约2厘米，为叶鞘和纤维所包。
叶3枚，在花期全部展开，长圆形，长约30厘米，宽4-7厘米，先端急尖，基部渐狭为长约10厘米的鞘状柄，两面无毛，具7条在背面隆起的主脉。
花葶出自叶丛中，直立，粗壮，远高出叶层之外，长达70厘米，密布短毛，中部以上被2枚长约2厘米的筒状鞘；总状花序长20-32厘米，具约20朵花；花苞片宿存，披针形，长1-2.5厘米，宽3-7毫米，先端渐尖，下面的较长，背面密布短毛；花梗和子房长约1.5厘米，稍下弯，密布短毛，子房棒状；花黄绿色，干后深褐色，质地稍厚；中萼片椭圆形，长9-11毫米，中部宽5-5.5毫米，先端锐尖，具5条脉，背面密布长毛；侧萼片稍斜的长圆形，长11-13毫米，中部宽6毫米，先端锐尖，具5条脉，背面密布长毛；花瓣倒卵状披针形或匙形，长约1厘米，中部以上宽4-4.5毫米，先端锐尖，具3条脉，背面密布长毛；唇瓣多少肉质，肾形，不裂，基部与整个蕊柱翅合生，长6毫米，宽12毫米，先端稍凹并在凹口处具1个下弯的短尖，边缘波状，基部具3条稍肉质的龙骨状脊，中央1条延伸到唇瓣近先端处，上面无毛，背面疏生毛；距圆筒形，与花梗和子房等长，长11-14毫米，近末端稍增粗并多少外弯；蕊柱粗短，上端扩大，长7-8毫米，密布长毛；蕊柱翅延伸到唇瓣基部；蕊喙2裂，裂片镰刀状三角形，长约1毫米，先端稍钝；花粉团稍扁的卵球形，等大，长约1毫米。花期10-12月。